# Пам'ятник «Австрія»
Пам'ятник «Австрія» —  пам'ятник, відкритий у Чернівцях 4 жовтня 1875 року на честь 100-річчя приєднання Буковини до Австрії. Демонтований у 1919 році та майже повністю втрачений.

## Загальні відомості
Статуя — алегорична фігура, що мала уособлювати Австрію, виконана з неапольського мармуру, п'єдестал — з буковинського пісковика. Загальна висота монумента, виконаного у стилі необароко — 8.2 метри, статуї — 2, 37 метри.

## Історія
30 травня 1874 року Чернівецька міська рада запропонувала звернутися до Буковинської крайової управи із пропозицією щодо збору коштів для встановлення монумента «Австрія», ескіз якого розроблений професором Карлом Пекарі. Кошти для будівництва у загальній сумі 18 106 флоринів та 8 крейцерів були зібрані мешканцями Буковини. Місцем розташування монумента після обговорення було обрано Кримінальну площу, яку перейменували на площу Австрії.
Зведення монумента було доручено архітектору Карлу Гоферу, скульптору Карлу Мораку та ливарнику Карлу Тербайну. Контракт на будівельні роботи був підписаний 15 лютого 1875 року.
Відкриття пам'ятника відбулося 04 жовтня 1875 року.
Монумент був демонтований під час окупації Буковини Румунією у 1919 році та його подальша доля тривалий час була невідома.

## Сучасний стан
У 2003 році в ході ремонтних робіт у дворі Чернівецької філії «Укрсоцбанку» був виявлений фрагмент пам'ятника, який на даний час є музейним експонатом.